# Luis Manuel Peñalver
Luis Manuel Peñalver (San Antonio de Maturín, Estado Monagas-1 de febrero de 1918 - Caracas, 28 de abril de 2004) fue un médico malariólogo y político venezolano. Militó en el partido Acción Democrática y fue Ministro de Educación de su país durante el primer gobierno de Carlos Andrés Pérez. 

## Biografía
Estudió medicina con Félix Pifano hasta 1943. Trabajó luego como investigador en el área de Medicina tropical. En octubre de 1945 fue nombrado por la Junta Revolucionaria de Gobierno como vicerrector de la Universidad Central de Venezuela.

### Vida política
El 29 de enero de 1946 presentó, en el Consejo Universitario, una propuesta para crear una escuela de estudios de ciencia en la Universidad Central de Venezuela Durante el régimen de Marcos Pérez Jiménez se exilió a Guatemala, donde fue gerente de un laboratorio en el cual se desempeñó Ernesto Guevara.
Bajo su conducción como Rector fundador fue creada la Universidad de Oriente el 21 de noviembre de 1958. Formó parte de la II Legislatura del Congreso Nacional de Venezuela. Entre 1969 y 1974 fue vicepresidente del Consejo Nacional de Investigaciones Científicas y Tecnológicas y en 1974 fue designado Ministro de Educación por el presidente Carlos Andrés Pérez. A mediados de la década de 1980 es designado embajador plenipotenciario en Italia.